# 貓往西走
《貓往西走》是漆原友紀著作的日本奇幻漫画作品。自《月刊Afternoon》（講談社）2018年4月25日開始連載，至2020年12月25日完結。漫畫單行本全3卷由講談社發行。總話數17話。
本作是漆原有紀繼《水域》連載完結後，相隔8年再度於《月刊Afternoon》連載的作品，故事內容採用單元劇模式，講述因為被稱作「浮流」的現象影響、導致外觀維持小學生模樣的女子近藤智萬與精於處理「浮流」的青年廣田一，兩者經手各種「浮流」引起的事件的延伸際遇。

## 故事概要
世界的所有物質，都在極其輕微地且永不止息的浮動，但偶爾也會發生型態上的變化，這種現象便被稱作「浮動化」、「浮流」，但也會依據種類不同延伸各種變化。由於「浮流」會影響人們的生活，政府設立了處理「浮流」事件和補償相關當事者的應對措施，民間更出現接受委託解決「浮流」事件的私人企業（店鋪）。
近藤智萬是個外觀維持小學生模樣、但已經是社會人士的女子。她依照面試地址抵達「廣田浮流公司」應徵，但出乎意料的是，店主廣田竟然是名看似散漫的青年，而且店裡的業務還是處理「浮流」引起的現象。兩者在處理「浮流」的過程中，見識各種人情世故，與此同時揭曉廣田不為人知的秘密。

## 角色介紹

### 主角
近藤智萬
本作女主角，外型是身材矮小，配戴眼鏡的黑髮女子。原本是跟母親同住的35歲白領上班族，因為返家時遭遇時間迴轉的「浮流」，導致她變成小學生的模樣，不僅被公司後輩欺負、遭顧客拒絕而被迫辭去原有的工作，連原有的人際生活圈也跟著疏遠，故事開始時經由邊見的介紹前往「廣田浮流公司」應徵工作，結果立刻被店主廣田請求隨同他處理「浮流」引起的事件。因為工作積極能幹，受廣田信賴，在過程中陸續體會到不同的人情世故。害怕蟲子。
曾經因為「浮流」的作用變成20歲的模樣，向廣田辭別至大公司上班，認識朋友介紹的男性上班族田邊產生好感，但最終再度被「浮流」影響變成小學生的模樣，造成戀情告吹後辭去大公司的工作，返回「廣田浮流公司」任職。後期經由另一個平行世界（亦即廣田原本的世界）的自己、另一個廣田的幫助，找回廣田，在故事最終話選擇繼續擔任廣田的助手
廣田一
本作男主角，外型是蓄著褐色短髮的青年。「廣田浮流公司」的店主，經常接受委託，解決「浮流」在形成地區引起的事件。個性看似散漫，實則擅於洞察人心、從中讓當事者意識和化解自身的心理癥結。喜歡棉被的觸感，弱點是害怕幽靈。實際上他並非智萬等人所處世界的人，而是自童年便在另一端的世界（相對於智萬等人所處世界的平行世界）生長的居民，原本無意繼承祖父處理「浮流」案件的事業，12年前在高中一年級時期因為產生想翹課的想法，跟隨社長進入「浮流」形成的通道，抵達智萬所處的世界，以此機緣經營「廣田浮流公司」承接有關「浮流」的委託，但同時身在智萬等人所處世界的另一個自己，則穿越至廣田原本居住的世界經營棉被店。
後期因為發生12年一次的大規模「浮流」，開啟了浮流神社管轄區域森林裡的「浮流」通道，一度返回原有的世界，與此同時身在智萬等人所處世界的另一個自己因為對「浮流」領域涉獵未深，在智萬等人所處世界造成「廣田浮流公司」生意下滑。最終因為智萬、另一個廣田、另一個智萬介入尋找他，在故事的最終話選擇留在智萬等人所處的世界，繼續經營「廣田浮流公司」。
社長
廣田一飼養的白貓，在所屬地盤是當地的貓領袖，能夠偵測「浮流」所在區域和相關人事物。經常負責幫助廣田處理「浮流」引起的超自然事件。曾經被「浮流」吸引至貓的思緒和「浮流」共振形成的空間「貓的理想之家」，後來被廣田帶回。

### 親友和熟識
工藤
警察，廣田高中時期的學長。初登場時於漫畫第1話負責指揮「浮流」影響區域的交通。因身為單親父親需要獨自養家，忙於工作疏於陪伴兒子拓海，意念和「浮流」共振產生另一個自己陪伴兒子，後來在「浮流」分身消失、拓海險在平交道發生事故時及時救了他，反省自身的狀態決定常撥時間陪伴兒子。廣田返回原本世界的事件中，協助智萬尋找廣田。
在智萬所處世界的工藤在平交道事件後，仍繼續擔任警察；廣田原有世界的工藤則是後來為了多陪伴兒子辭去警職，同時對失蹤多年的廣田知道自己辭職感到驚訝。
工藤拓海
漫畫第13話初登場，工藤的兒子，小學生。因為父親忙於工作，在不知情的狀態和父親的「浮流」分身玩耍，後來差點在平交道發生事故，被真正的工藤所救。
智萬的母親
漫畫第2話回憶中初次登場，對於智萬從成人變成小孩的身型感到吃驚。智萬開始在「廣田浮流公司」任職後，叨念著要智萬恢復正常的事情。
邊見
市環境保護辦浮流處理股的女性主任，為人親切，相當關心智萬，是介紹智萬前往「廣田浮流公司」應徵的人物。在漫畫第2話因為所管轄的地區受「浮流」影響，導致原不屬於該季節的櫻花盛開，讓賞花客紛湧而至，但同時因為賞花客的喧嘩與製造垃圾，造成山下居民的困擾，委託廣田前來處理此事。十天後該地「浮流」自動消散，向前來處理此事的廣田和智萬致謝，和兩者保持聯繫，也會協助「浮流」影響地區的居民們維持秩序。
野村、高橋、岡田
漫畫第3話登場，廣田居住地區的鄰居們，經常照應外出的社長。分別稱呼社長「小丘比」、「大福」、「布蘭卡」。
靜河
管理擁有800年歷史的「浮動神社」的宮司，擅長釣魚，深信「浮流」是神明引起的現象。被廣田戲稱「跳大神的」，和廣田經常鬥嘴但也會互相幫助，是少數知道廣田真實來歷的關鍵角色。
黑王丸
靜河飼養的黑貓，和社長水火不容。
奈緒&由佳
漫畫第10話登場，智萬的朋友。奈緒為已婚人士，和丈夫育有一子；由佳和交往中的男友以工作為重。相當關切被「浮流」影響的智萬。
田邊
漫畫第10話登場，智萬友人的男友的朋友，對於因為「浮流」影響變成20歲模樣的智萬產生好感，但最終因為智萬再度被被「浮流」變回小孩子的外貌，導致雙方戀情告吹。
廣田一的祖父
漫畫第17話登場，經營浮流處理業的業者。在廣田原有世界的祖父因為廣田誤入智萬所處的世界未歸，直至過世前仍掛念著廣田。在智萬所處的世界的祖父，則提醒另一個廣田有關「浮流」的原理與影響。

### 委託人和事件相關角色
二階堂&夏木
漫畫第1話登場的當事者，二階堂是南高學校的男性教師；夏木則是二階堂指導的男性高中生，母親是經營美容院的店主。因為夏木對未來的志向感到迷惘困惑，導致思緒和環境的「浮流」共振、讓當地街道出現多條分岔的現象。後來廣田和智萬向二階堂詢問是否有學生陷入對未來生涯迷惘的困擾，因為廣田指出現在夏木仍未到思考未來的時機、開導他未來會找到自己的答案，讓夏木頓時豁然開朗，令當地恢復正常。事後因為夏木態度變得理直氣壯和跑路，導致二階堂致電向廣田投訴。
笠井&貴美
漫畫第4話登場的當事者，同居情侶，笠井為胡町2-3街的居民，雖不自覺但有習慣將物品放在邊角的習慣；貴美是笠井的女友，私底生活習慣邋遢。原本雙方過著同居生活，但因為貴美無法忍受笠井的生活習慣、衝動提出分手，造成當地商店街出現建築和物品邊角圓形化的現象。由於廣田和智萬介入調查「浮流」，笠井親自登門拜訪兼和貴美晤談理解分手原因，決定由自己負責幫忙整理環境，才讓貴美順利釋懷、令當地恢復正常。事後雙方雖然復合，仍經常為了生活習慣發生爭執。
美禮
漫畫第5話登場的當事者，小學女學生，父親是上班族，母親是家庭主婦。因為出於好奇心窺探和探索鏡子中的世界，結果導致鏡子和「浮流」交互作用、延伸出連串和原本世界顛倒的空間，自己更迷失在空間之中，促使母親為了尋回她委託廣田處理此事。在廣田和智萬委託相關空間的自己協助尋回真正的美禮後，她仍在「浮流」持續期間和其他空間的自己交流玩耍，最終因為「浮流」消失讓空間恢復正常，無法和其他空間的自己互動感到寂寞。
玉川
漫畫第6話登場的委託人，已屆高齡的長者，年輕時期自雙親過世後，便和愛犬阿悟、千代相依為命。51年前因位居住地區被「浮流」影響變成兩百年前的風貌，自己更因此和愛犬失散。因為透過新聞看見廣田和智萬解決小區當地的「浮流」事件，委託兩者前來調查，在廣田和智萬請求靜河協助調查行動、靜河安慰會見證玉川過世後的動態並舉辦法事的五天後，因為「浮流」消失恢復昔日的正常生活。
根津
漫畫第7話登場的委託人，年長的家庭主婦，在長子與長女離家後，和退休的丈夫、留在家裡的小兒子同住。因為丈夫自年輕時期便習慣藉工作為由，將照顧兒女和家務丟給她處理，導致她對自家晒衣場產生依賴性、壓抑外出旅遊的想法。後來從職場退休的丈夫意識到她的處境、試著幫忙收衣服卻不慎失足跌倒，在丈夫的思緒和「浮流」共振的情況，讓自家晒衣場開始在外四處飄流，委託廣田處理此事。最終因為丈夫聽從智萬的建言決定幫忙妻子處理家務、邀請她前往溫泉旅行、順利平復自身情緒，讓曬衣場回歸自家的住宅。
希步
漫畫第8話登場的當事者，14歲的初中女學生，個性細心善良，但容易看人臉色做出應對。自幼被母親全權決定她的生活事務，為了確保自己不被討厭養成察言觀色的習慣，但也導致她不知道自己的喜好的思緒和「浮流」共振，在當地形成可讓接觸者前往想去地方的「浮流」道路，自己則因為沒有特定想去的地點在「浮流」區域迷路。廣田和智萬經由希步的母親轉述獲知實情後，廣田踏進「浮流」協助尋獲和開導希步，但在回程途中因為「浮流」消散導致兩者失散，最終希步因為意識到想回到自家的臥室而脫離「浮流」返家，並且在事後以親身經歷為靈感寫出個人的首部小說。希步的母親也在體認自己過度干涉對希步的負面影響後向她致歉。
田中一樹、老田中
漫畫第11話登場的當事者，前者是專精於建築領域和家具領域的設計師，和隔壁的老田中為鄰居關係；後者則是在工廠任職的技師，在鄰里區域受居民信賴。某日一樹因為見到老田中不慎跌倒出面關切對方，但無意間產生「不希望年老後和對方一樣」和比較對方處境的想法，造成「浮流」共振令兩者的住處產生高低差，最終因為廣田指出老田中的專業和受鄰里信任的特點，讓一樹理解自己的思維和心態誤區，成功讓當地「浮流」消散恢復原狀，事後和老田中維持平等的友好關係。
川田
漫畫第12話登場的委託人，小鎮的役所工作人員，光助的友人。曾參與籌備螢火蟲祭典。
深見光助＆菜津實
漫畫第12話登場的當事者，光助是致力於螢火蟲保育的人士，菜津實則是光助的孕妻，身體虛弱。過去因為光助忙於螢火蟲的保育事宜、菜津實討厭昆蟲，導致雙方產生價值觀分歧，後來光助邀請菜津實參加螢火蟲祭典兼觀賞螢火蟲，但是菜津實沒有赴約、加著對光助放著感冒的她照看螢火蟲心生不悅，發生爭執後回到娘家，造成光助懊悔的心境和「浮流」共振，讓所屬地區出現時間倒轉的「浮流」，再現當年的場景。後來光助在探索「浮流」形成的螢火蟲祭典期間，和「浮流」裡的菜津實重逢表達歉意，在「浮流」散去時和真正的菜津實與孩子再會面欣賞螢火蟲，最終偕同菜津實、孩子離開「浮流」並相約重新開始。
沖&浦部
漫畫第14話登場的當事者，沖是喜歡且會主動照顧街貓的40歲單身女子，浦部則是不喜歡貓的喪妻獨居中高齡漁民，兩者都有醉酒後性情變得開朗的特質。雙方因為所處小鎮與海水受「浮流」影響交換位置認識彼此，起先浦部對沖照顧貓的行動不以為然，但在發現沖飼養的流浪貓黃豆粉被海鳥攻擊和生育小貓後，救了黃豆粉，發現貓仍有獨立的特性，沖則發現自己受相親與工作所苦但欠缺止損的勇氣。最終沖被廣田勉勵的話語打動，與浦部深度交流後獲其點出自己依賴貓的事實，浦部也協助收留黃豆粉一家，雙方在「浮流」散去後仍維持好友關係。

## 出版書籍
| 卷数 | 日文發售日期  | 日文ISBN               | 中文發售日期  | 中文ISBN               |
| ---- | ------------- | ---------------------- | ------------- | ---------------------- |
| 1    | 2019年2月22日 | ISBN 978-4-06-514540-1 | 2022年9月26日 | ISBN 978-626-329-343-4 |
| 2    | 2020年2月22日 | ISBN 978-4-06-518472-1 | 2022年9月26日 | ISBN 978-626-329-344-1 |
| 3    | 2021年2月22日 | ISBN 978-4-06-522254-6 | 2022年9月26日 | ISBN 978-626-329-345-8 |

## 備註
1. ↑  漫畫第17話共拆分為（上）、（下）兩話
2. ↑  廣田在第12話提及，該「浮流」裡再現的人與物並非幻影，而是可以直接觸碰和對話的實體[15]